# Phorodon viburni
Phorodon viburni är en insektsart. Phorodon viburni ingår i släktet Phorodon och familjen långrörsbladlöss. Inga underarter finns listade i Catalogue of Life.